# Porta Westfalica (gorge)
Pour l’article homonyme, voir Porta Westfalica.
La Porta Westfalica est une gorge située en Allemagne, formée par la Weser entre la Wiehengebirge à l'ouest et la Wesergebirge à l'est. Elle est située dans l'arrondissement de Minden-Lübbecke, en Rhénanie-du-Nord-Westphalie.

## Géographie

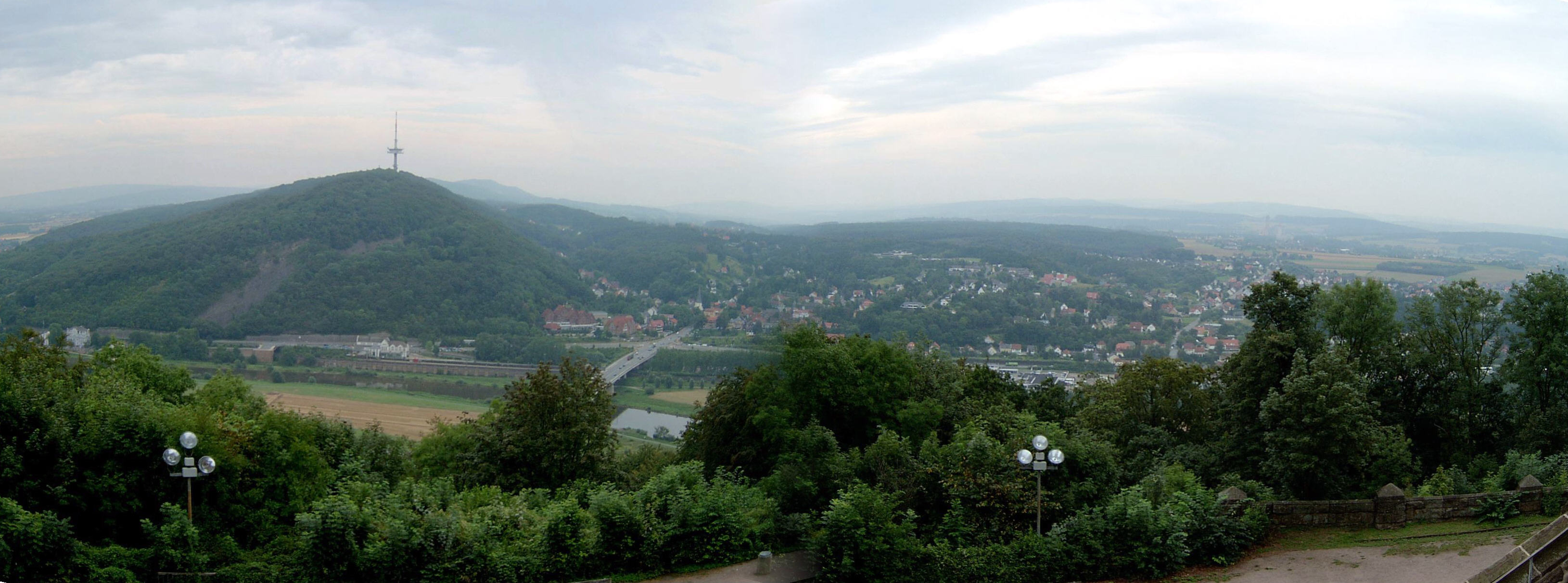
Panorama de la Porta Westfalica.

## Toponymie
Porta Westfalica vient du latin et signifie littéralement « porte de la Westphalie » ; ce toponyme a été choisi par des érudits au XIXe siècle.
Porta Westfalica est aussi traduit par « porte de Westphalie » en français et Westfälische Pforte en allemand.